# Yuhui Lee
Yuhui Li (Shanghái, China, 23 de enero de 1990) es un cocinero, youtuber, influencer   y presentador de televisión chino radicado en Chile. Es conocido por participar en el programa de cocina MasterChef Chile y la segunda temporada del Gran Hermano chileno.
Actualmente participa en el programa de reportajes Sabingo, del canal Chilevisión.

## Biografía
Tras su infancia en China, donde vivió con su tía, y conoció a su madre a los 11 años, Yuhui llegó a Chile en el 2013 gracias a una beca de estudios a la edad de 23 años, después del fallecimiento de su madre en su natal Shanghái.
Tras abandonar la universidad, instaló un local de cosméticos y belleza para obtener su visa de trabajo, pero no le fue muy bien, debido a sus pocos conocimientos de español.
En 2017, Yuhui ingresó al programa MasterChef Chile de Canal 13, donde consiguió llegar a la final, quedando en segundo lugar.
En septiembre de 2020 creó su canal de Youtube, dónde se dedica a subir diferentes recetas de cocina.
En 2021 sería contratado por Chilevisión para el programa Sabingo, y posteriormente participa en el programa de cocina El discípulo del chef, donde llega a la final,  logrando el segundo lugar.
Al año siguiente volvió a participar en El discípulo del chef, siendo esta vez el ganador. Gracias a esto abre el restaurante Discípulo, al interior del casino Monticello.
En 2024, ingresó como participante al programa de televisión Gran Hermano Chile, emitido por Chilevisión y DGO.

## Televisión

### Programas de televisión
| Año       | Título                                 | Rol          | Notas               | Canal       |
| --------- | -------------------------------------- | ------------ | ------------------- | ----------- |
| 2017      | MasterChef Chile                       | Participante | Segundo lugar       | Canal 13    |
| 2021      | El discípulo del chef: Segunda edición | Participante | Finalista eliminado | Chilevisión |
| 2021–2022 | El discípulo del chef: Tercera edición | Participante | Finalista eliminado | Chilevisión |
| 2021-2024 | Sabingo                                | Reportero    |                     | Chilevisión |
| 2022      | El discípulo del chef: La gran batalla | Participante | Ganador             | Chilevisión |
| 2024      | Gran Hermano                           | Participante | 16.° eliminado      | Chilevisión |
| 2025      | Mundos opuestos                        | Participante | 4.° eliminado       | Canal 13    |